# Prejmer
Prejmer (in ungherese Prázsmár, in tedesco Tartlau) è un comune della Romania di 8876 abitanti, ubicato nel distretto di Brașov, nella regione storica della Transilvania.
Il comune è formato dall'unione di 3 villaggi: Lunca Câlnicului, Prejmer, Stupinii Prejmerului.

## Storia
I Cavalieri Teutonici costruirono la fortezza di Tartlau nel 1212-1213 nell'ambito della loro colonizzazione della regione, mentre la città di Prejmer iniziò a svilupparsi accanto al castello attorno al 1225 e costituì l'insediamento più orientale dei Sassoni di Transilvania.
Prejmer subì nel Medioevo numerosi assalti da parte di Mongoli, Tartari, Ottomani ed altri, ma venne conquistata una sola volta da Gabriel Báthory nel 1611.

## La chiesa fortificata
Prejmer è nota per la sua chiesa fortificata, una delle meglio conservate dell'Europa orientale. Tra il 1962 ed il 1970 il Governo romeno ne affidò il restauro all'architetto Mariana Angelescu e all'ingegner Alexandru Dobriceanu. La chiesa è costruita in stile tardo gotico e nel XV secolo era circondata da mura alte 12 m. che formavano un quadrilatero con agli angoli quattro torri a forma di ferro di cavallo, di cui due sono andate perdute.

L'entrata, una galleria a volta, è protetta da un barbacane; la chiesa porta nella parte inferiore una cantina a quattro livelli che era destinata a granaio e ad ospitare gli abitanti del villaggio in caso di pericolo.

## Galleria d'immagini

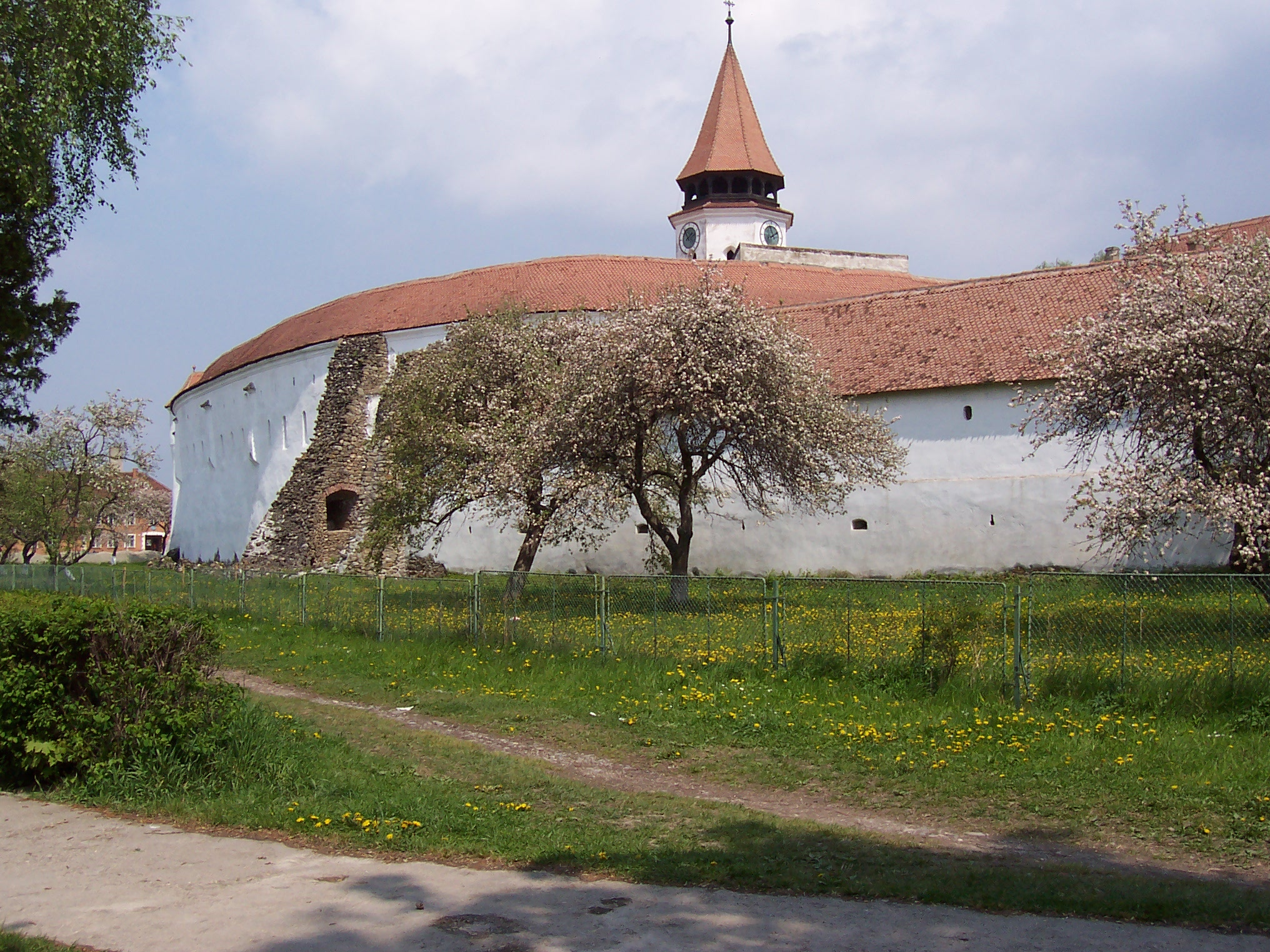
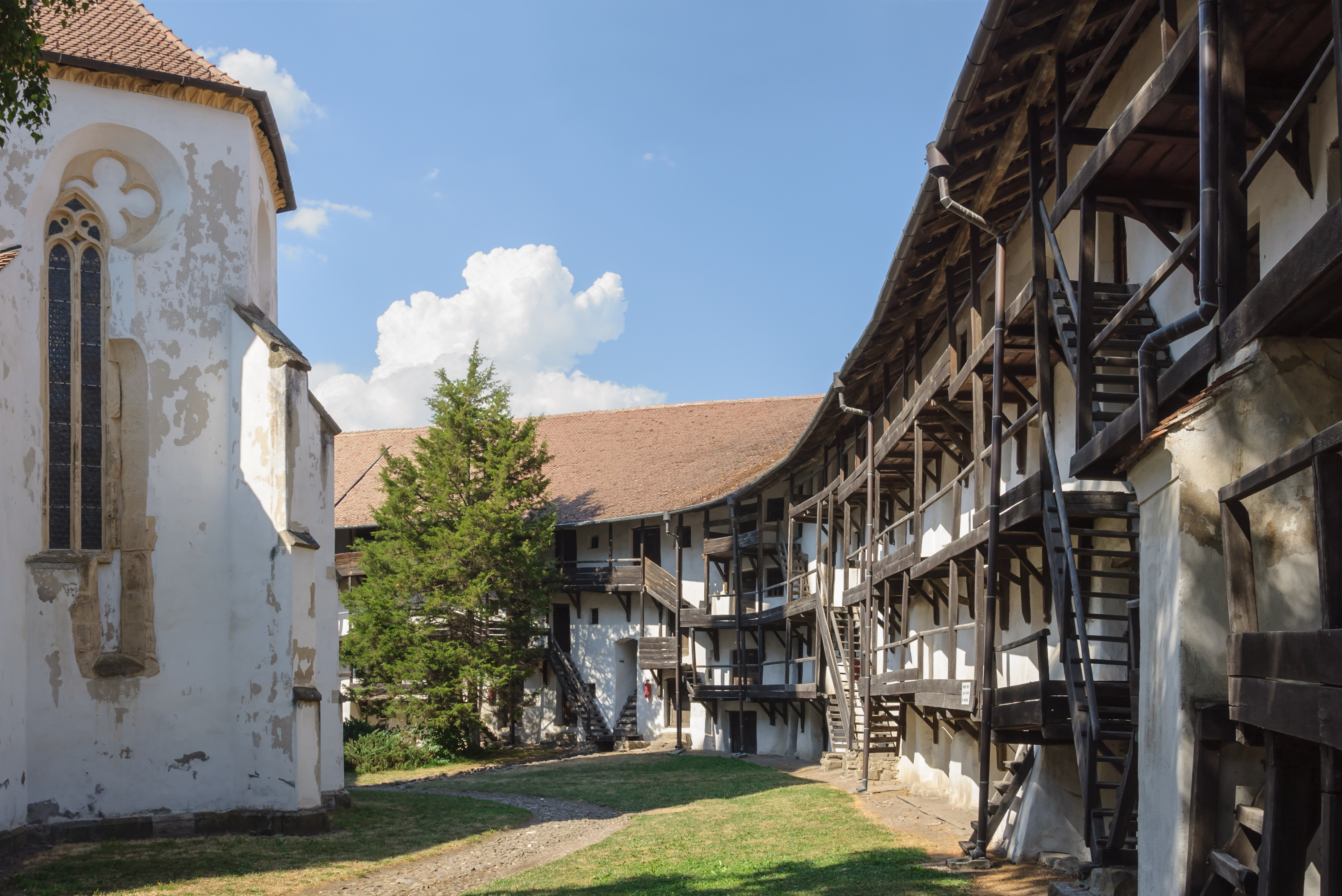
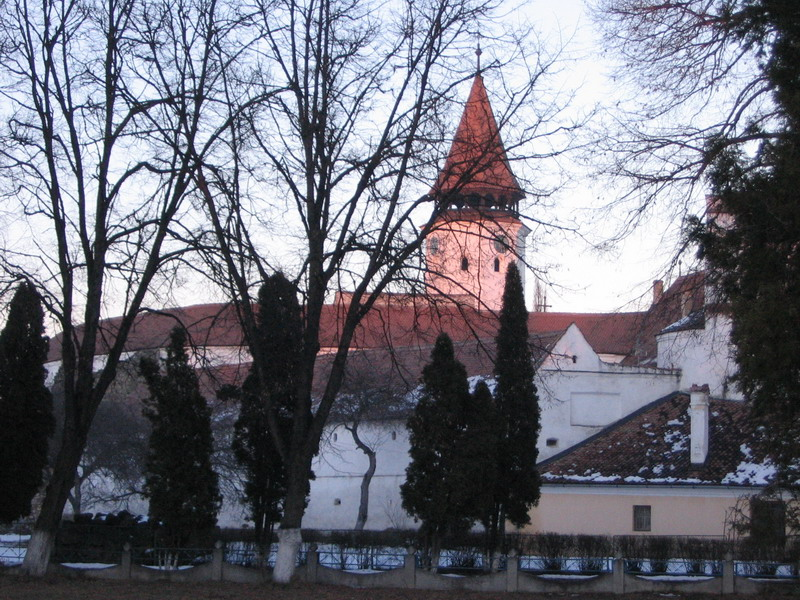
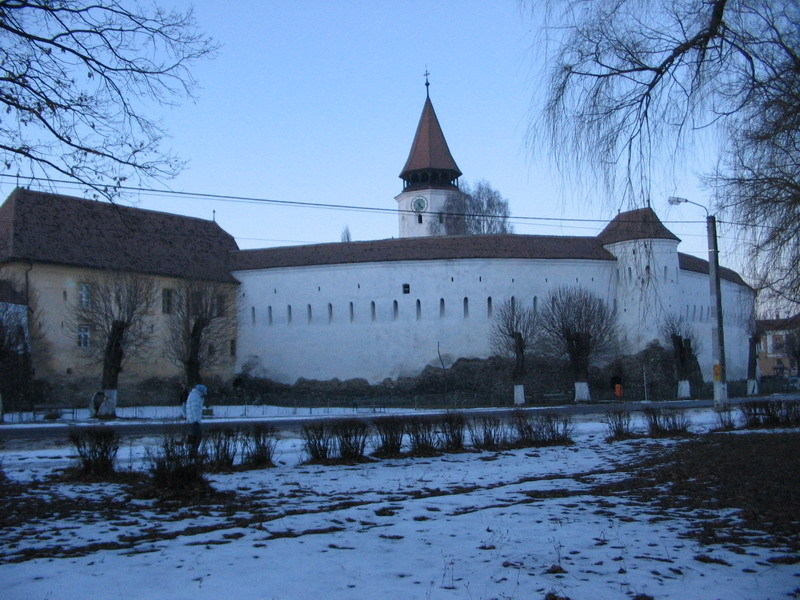
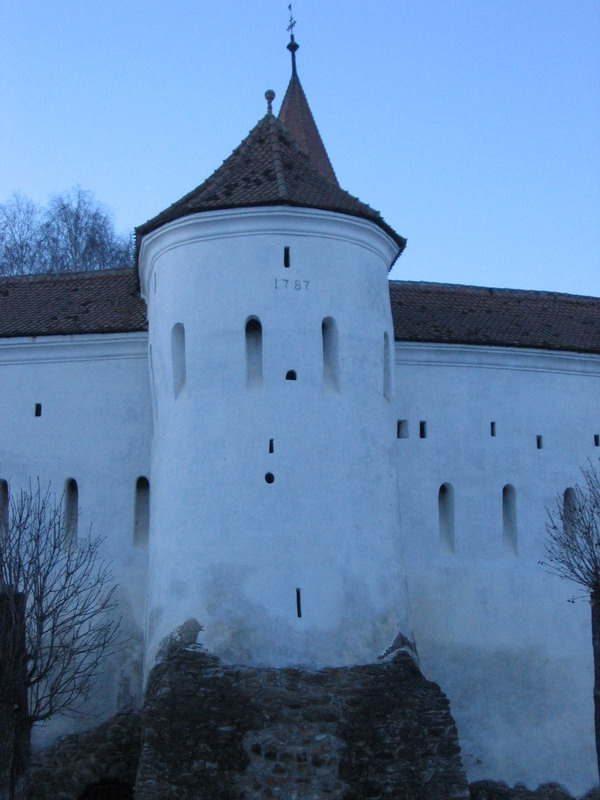
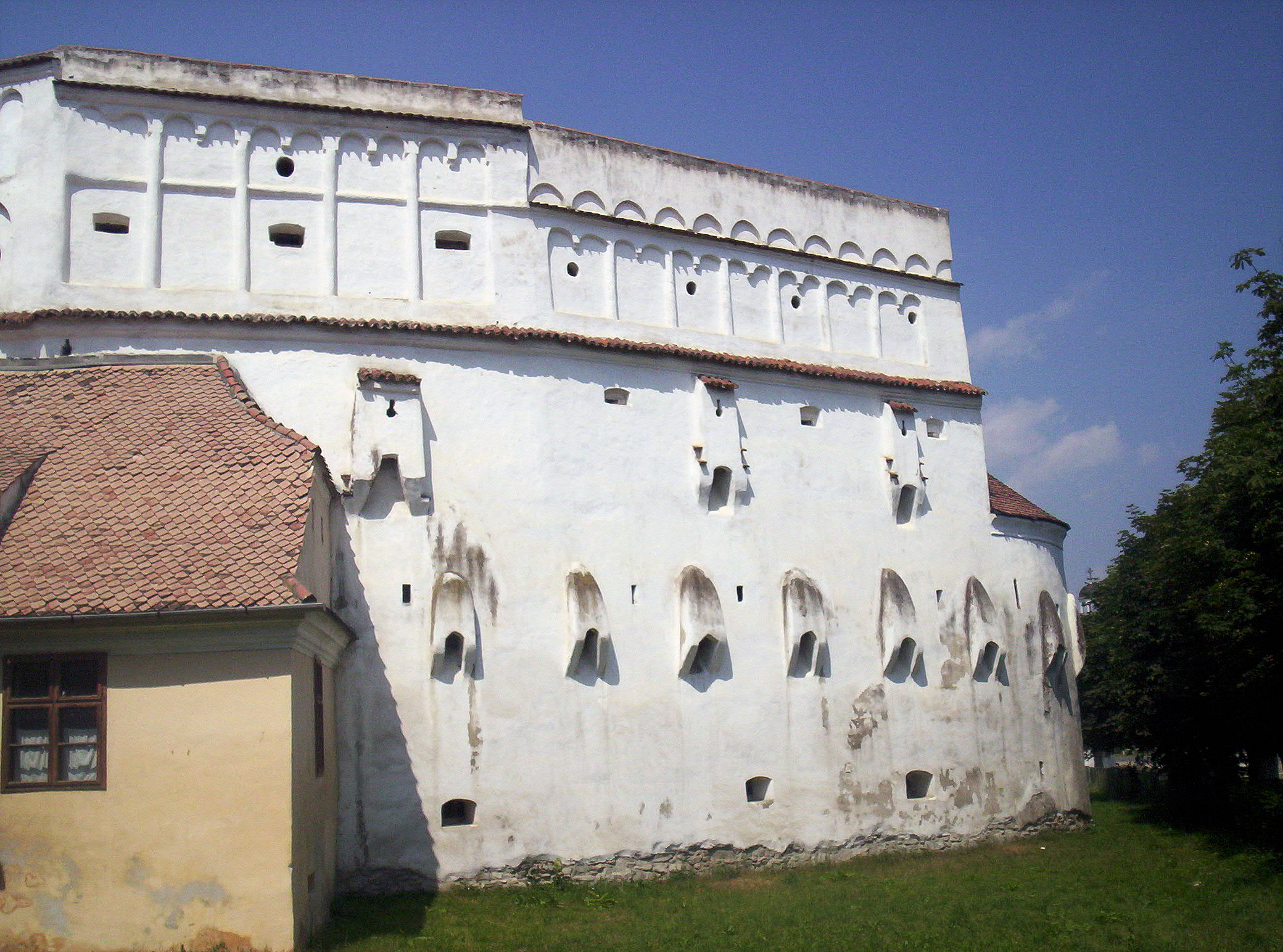
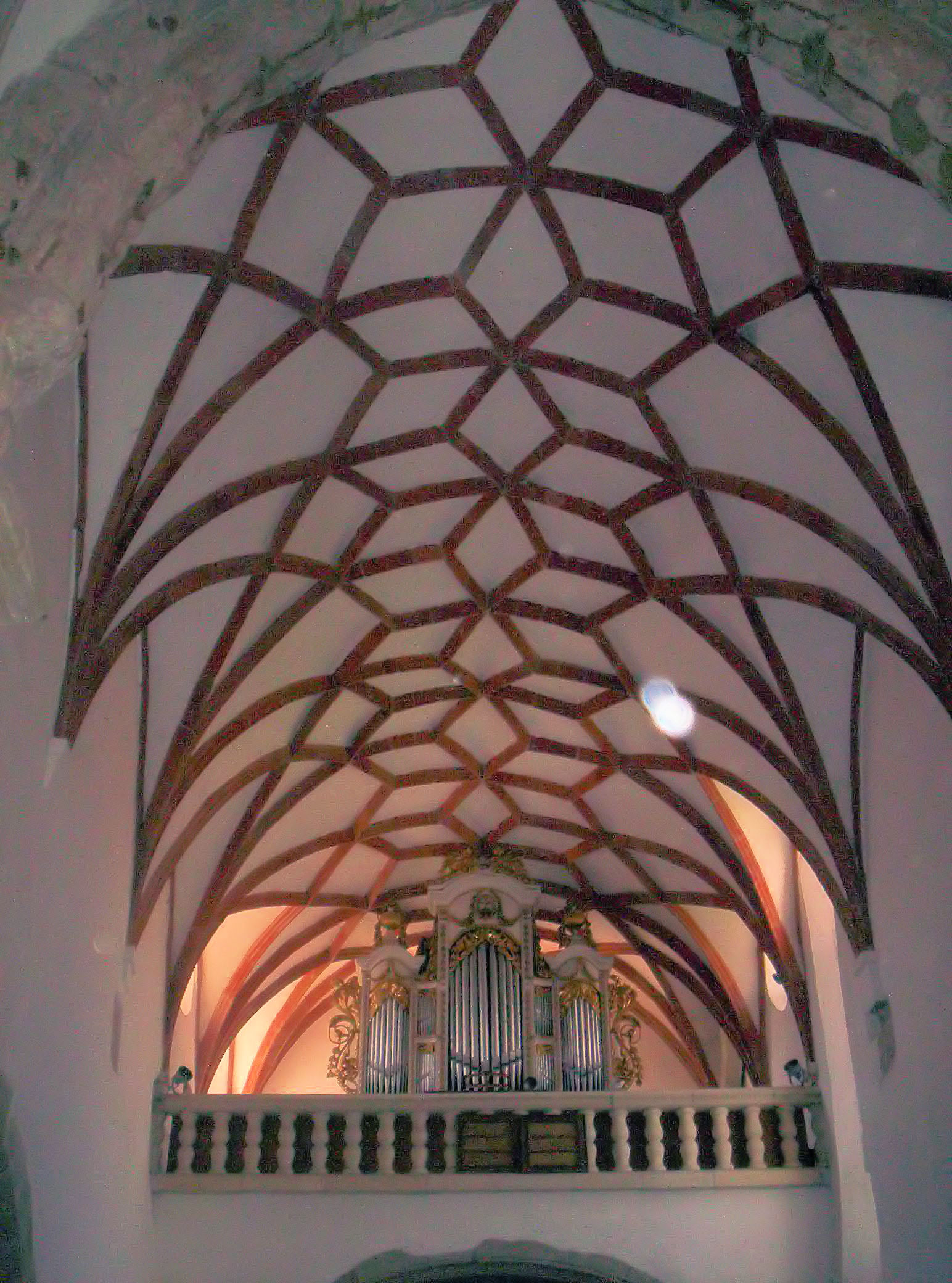
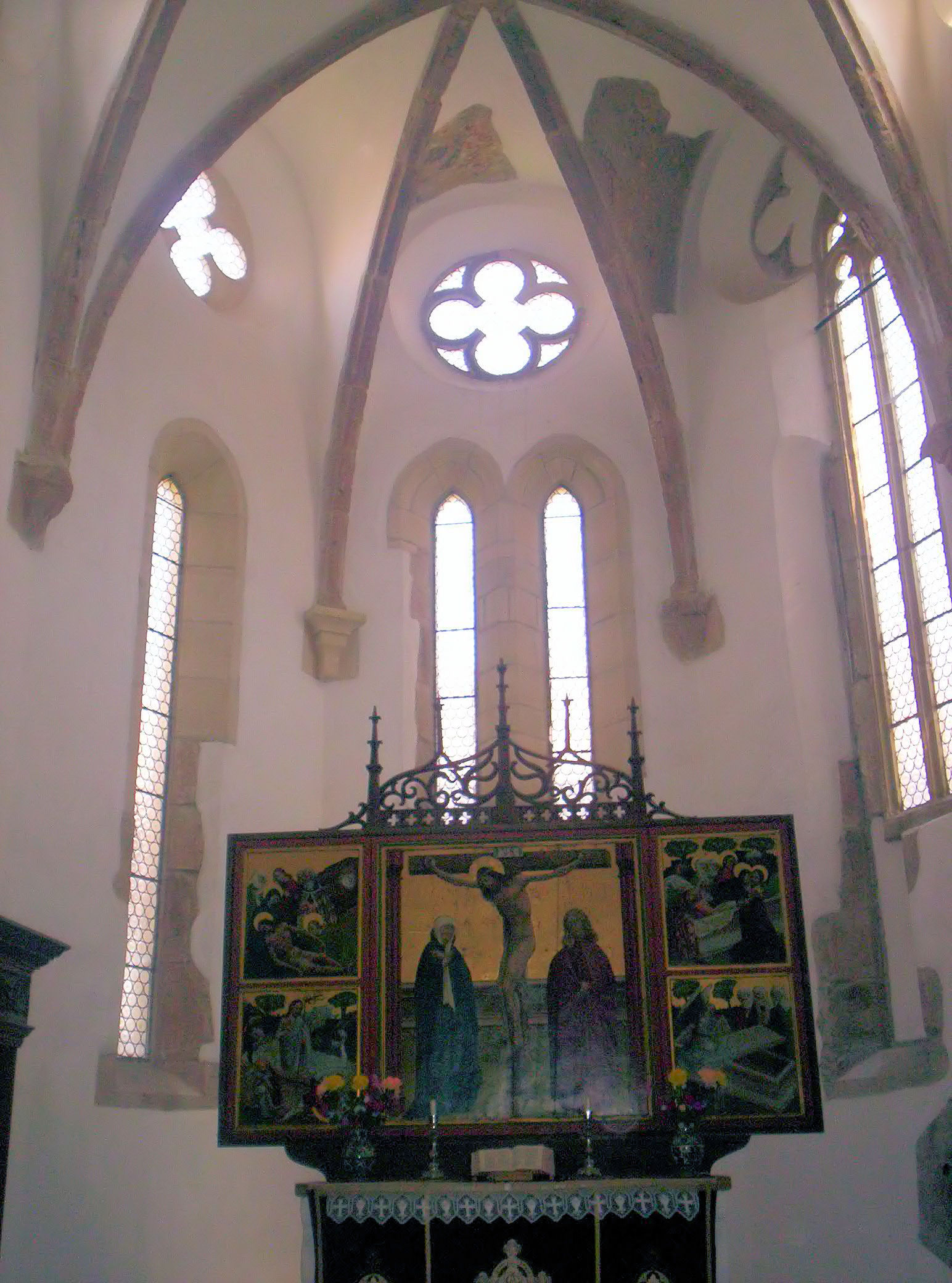
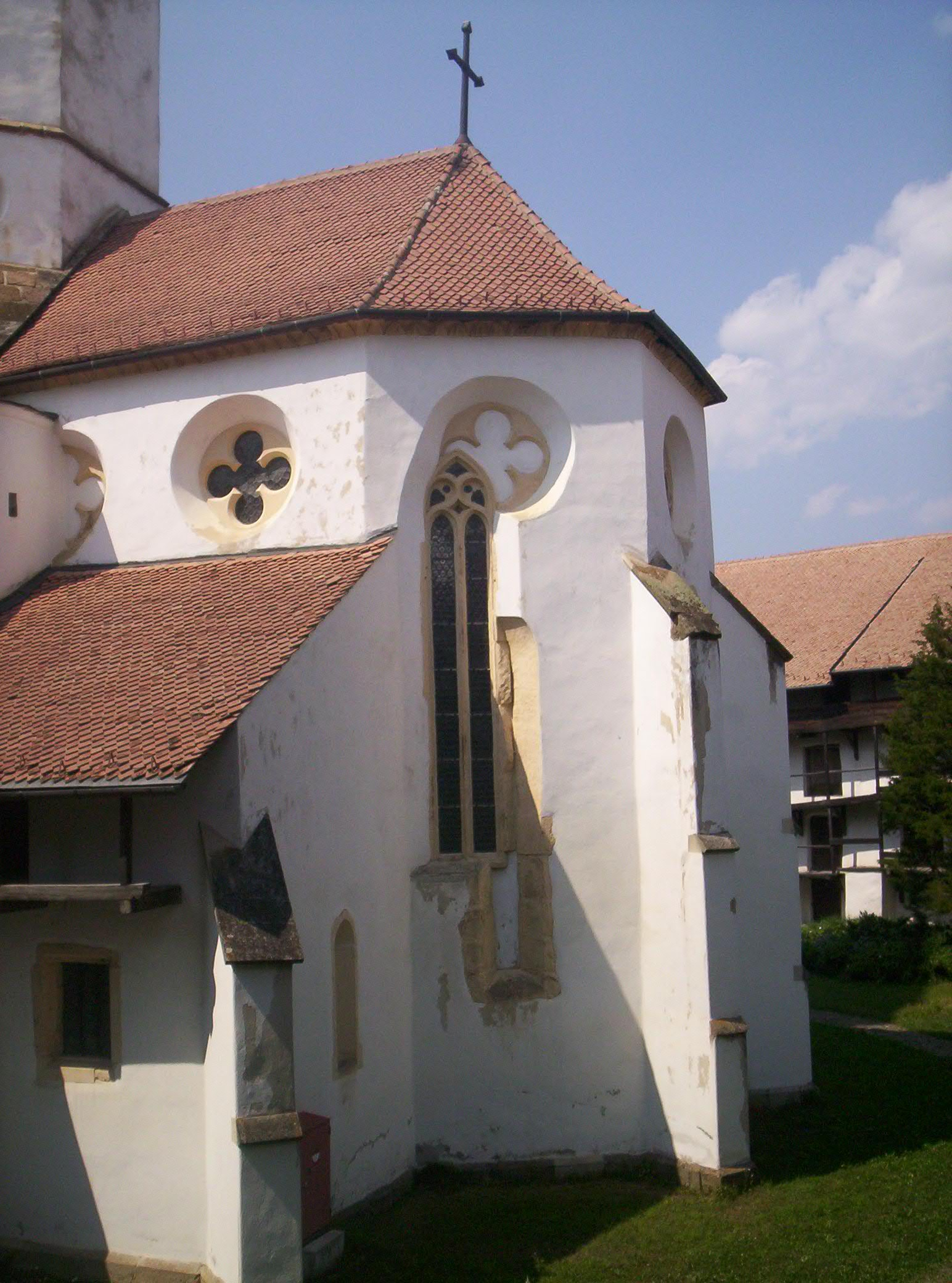